# 가와하라역
가와하라역(일본어: 河原駅)은 일본 돗토리현 야즈군 야즈정에 위치한 서일본 여객철도 인비 선의 철도역이다. 단선 승강장 1면 1선의 구조를 갖춘 지상역이다.

## 역 주변
- 돗토리 현도 32호 고게시카노케타카 선
- 돗토리 현도 229호 요네오카테이류조 선

## 역사
- 1919년 12월 20일 : 인비케이벤 선 돗토리 - 모치가세 간 개업 때 설치.
- 1922년 9월 2일 : 게이벤 선 제도 폐지에 의해, 인비케이벤 선이 인비 선으로 개칭되어, 이 역도 그 소속으로 함.
- 1928년 3월 15일 : 인비미나미 선 개업에 맞춰, 인비 선이 인비키타 선으로 개칭되어, 이 역도 그 소속으로 함.
- 1932년 7월 1일 : 돗토리 - 쓰야마 간 개통에 의해, 인비키타 선이 현재의 인비 선 노선의 일부가 되어, 이 역도 그 소속으로 함.
- 1987년 4월 1일 : 일본국유철도 분할 민영화에 의해, 서일본 여객철도가 승계.

## 인접 역
| 서일본 여객철도 인비 선 | 서일본 여객철도 인비 선 | 서일본 여객철도 인비 선    |
| ----------------------- | ----------------------- | -------------------------- |
| 고게 돗토리 방면        | ■ 인비 선               | 구니후사 히가시쓰야마 방면 |